# Traité de Turkmantchaï
Traité de Golestan Traité d'Akhal
Le traité de Turkmantchaï (aussi écrit Turkmanchai, Turkmentchaï, Turkemanchay, Turkamanchay, Torkamanchai) est un traité par lequel l'Empire perse, connu aujourd'hui sous le nom d'Iran, perdit des territoires septentrionaux (majoritairement peuplés d'Arméniens et d'Azéris) au profit de l'Empire russe, après sa défaite en 1828 à la fin de la guerre russo-persane de 1826-1828.
Le traité a été signé à Torkamantchaï le 21 février 1828 du calendrier grégorien (soit le 10 février 1828 du calendrier julien et le 5 chaabane 1243 du calendrier musulman) par Mirza Abolhassan Khan Chirazi et Asef o-dowleh, chancelier de Fath Ali Shah Qajar, pour la partie perse, et par le général Ivan Paskevitch représentant la Russie.
Comme ce fut le cas pour le traité de Golestan, la Perse vaincue fut forcée de signer le traité par la Russie, puisqu'elle n'avait pas d'autre choix possible après la défaite d'Abbas Mirza. Le général russe avait menacé de conquérir Téhéran en 5 jours si le traité de paix n'était pas signé.

## Dispositions du traité
Par ce traité :

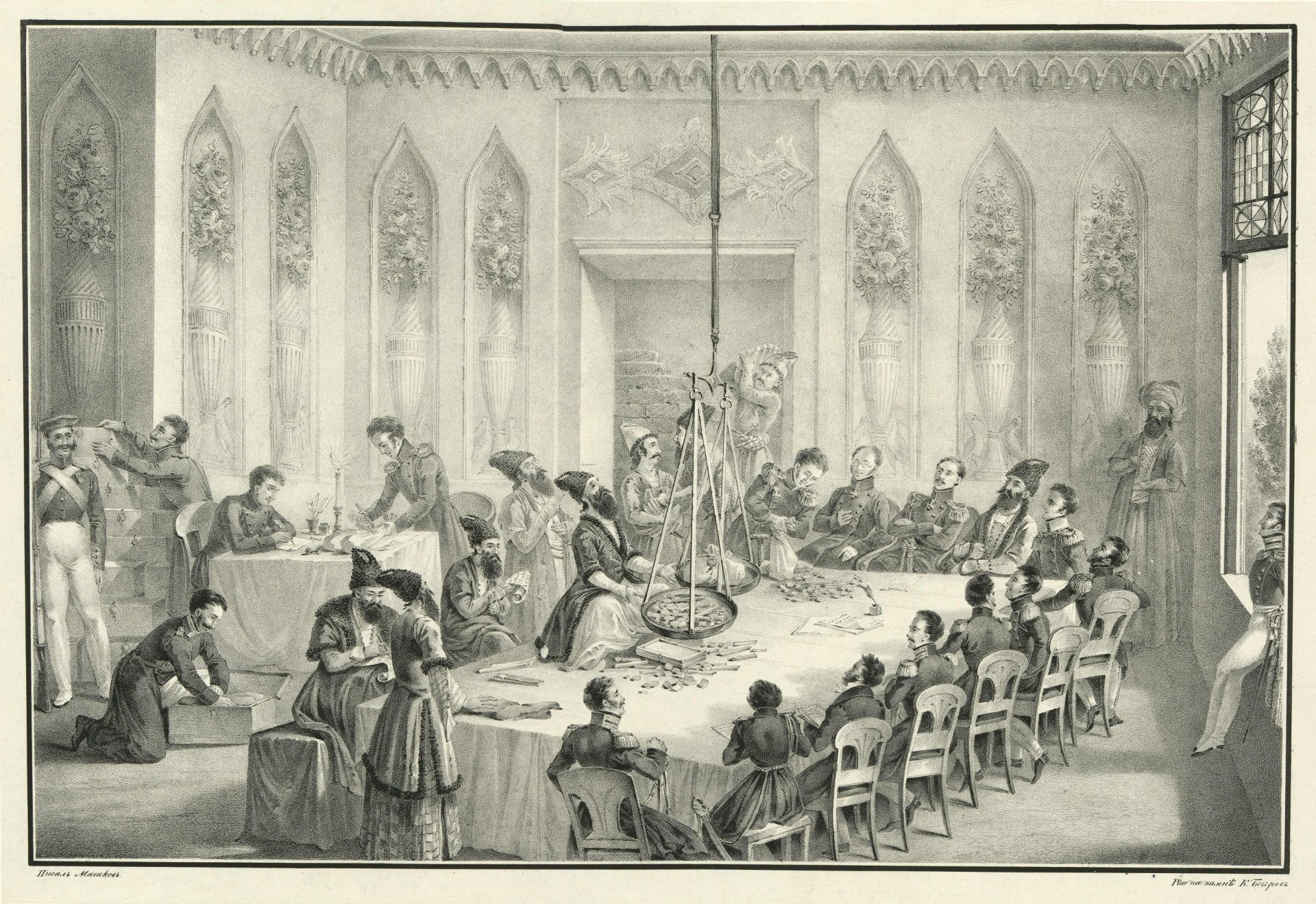
Illustration représentant le paiement de l'indemnité de guerre par les perses à Tabriz.

1. En vertu de l'article 4 du traité, la Perse perd la souveraineté sur les khanats d'Erevan (capitale actuelle de l'Arménie), de Nakhitchevan, Talysh, les régions d'Ordubad et Mughan (qui font maintenant partie de l'Azerbaïdjan) en plus de toutes les terres annexées par la Russie en vertu du traité de Golestan.
2. La rivière Araxe est la nouvelle frontière entre la Perse et la Russie, « depuis Ararat ghal'eh jusqu'à l'embouchure de la rivière à Astara ».
3. En vertu de l'article 6 du traité, la Perse promet de payer 10 koroor d'or à la Russie (en monnaie de 1828).
4. En vertu de l'article 7, la Russie promet de soutenir Abbas Mirza en tant qu'héritier du trône de Perse en cas de mort de Fath Ali Shah (ceci ne s'est jamais matérialisé, puisque le fils est mort avant le père).
5. En vertu de l'article 8, les navires perses perdent le droit de naviguer sur la mer Caspienne et sur ses côtes, droit qui est donné à la Russie.
6. La Perse reconnaît des droits de capitulation pour les Russes en Perse.
7. En vertu de l'article 10, la Russie gagne le droit d'envoyer des consuls où elle le souhaite sur le territoire de la Perse. Par ce même article, la Perse est forcée de signer les traités économiques que la Russie lui proposera.
8. En vertu de l'article 13, échange de prisonniers de guerre.
9. En vertu de l'article 15, Fath Ali Shah promet de ne réprimer aucun mouvement sécessionniste de khanats dans la région de l'Azerbaïdjan.
10. La Perse s'excuse officiellement de n'avoir pas respecté les promesses faites dans le traité de Golestan.